# Luisa Recalchi Grillenzoni
Luisa Recalchi Grillenzoni (Ferrara, 1º luglio 1814 – Ferrara, 29 gennaio 1892) è stata un'educatrice e filantropa italiana.

## Biografia
Figlia di Beniamino e Giuseppa Massari, nobildonna ferrarese, madre di sette figli, ha dedicato la sua vita alla creazione e direzione del primo Asilo d’Infanzia aperto in una città appartenente allo Stato della Chiesa (1846). Ha istituito inoltre uno “Spedalino”, un ospedale,  dedicato ai figli di famiglie povere, collocato presso l’Asilo d’Infanzia e funzionante secondo i criteri di un moderno Day Hospital pediatrico (1850), ed anche il primo Presepe di Carità sorto a Ferrara, ovvero un nido d’infanzia destinato all’accoglienza dei lattanti di madri lavoratrici (1861). La sua attività è stata condotta per oltre 45 anni insieme alla costante presenza di un gruppo di donne ferraresi, e in particolare con l’aiuto di Gianna Maffei Mosti, secondo i criteri di un’associazione femminile di stampo moderno
Ha operato con il marito Carlo Grillenzoni. La primogenita Laura l’affiancò nella guida dell’Asilo d’Infanzia sostituendola alla sua morte.

## L'asilo d'infanzia
Il suo Asilo d’Infanzia nacque con lo scopo di togliere dalla strada i bambini di età fino ai cinque anni, che, raccolti in “bande” guidate da ragazzini di maggiore età e dedite alla questua, ai furti e al borseggio, rappresentavano un grave problema sociale nella città ferrarese. Molti di questi bambini morivano per strada di freddo e di stenti.  Fin dal 1838 i coniugi Grillenzoni, ispirandosi alle idee dell’Abate Ferrante Aporti, si erano fatti portatori del progetto di istituire anche a Ferrara un Asilo d’Infanzia, sul modello di quelli nati a Cremona nel 1829, a Pisa nel 1833 e a Novi Ligure  nel 1840.  Considerate da Raffaello Lambruschini una delle manifestazioni più caratteristiche del Risorgimento italiano,  tali istituzioni assumono un rilievo storico singolare e del massimo interesse, in particolare a Ferrara, per la sua peculiare condizione politica fortemente condizionata dall’appartenenza allo Stato della Chiesa, dove, per decreto della Suprema Inquisizione del 10 agosto 1837, ispirato dal pontefice Gregorio XVI, in tutto il territorio vaticano era proibita l’apertura di Asili Infantili, ritenuti espressione della cultura protestante.
Il 16 novembre 1846, con la collaborazione di un gruppo di diciotto amiche ferraresi, apriva il primo Asilo nella propria abitazione in via Madama n° 70, accogliendovi sette bambini di età compresa fra i 3 e i 7 anni raccolti per strada, rapidamente saliti a sedici. L’istituzione, che per superare i divieti di legge prese inizialmente il nome di “Scaldatoio”, offriva riparo dalla strada, una minestra a mezzogiorno e l’insegnamento di alcuni principi morali. Le amiche della fondatrice e corresponsabili della nascita dello “Scaldatoio” furono Malvina Costabili, Antonietta Massari Masi, Drusilla Casazza, Gianna Maffei Mosti, Teresa Zavaglia, Claudia Calcagnini, Emma Giglioli, Giuseppa Recalchi, Paolina Varano, Rosa Saracco, Domenica Angelini, Amalia Bettonelli, Carolina Calderoni, Gianna Gulinelli, Luisa Leati, Luisa Paroli, Mariangela Righini, Angelina Trotti. Il nome “Scaldatoio” si rivelò una scelta vincente, rimanendo quello in uso a Ferrara per indicare l’Asilo Grillenzoni fino alla chiusura definitiva dell’istituzione, nel 1989.
Circa sei mesi dopo l’elezione al soglio pontificio di Pio IX, il Cardinale di Ferrara, Ignazio Cadolini di Santa Susanna, prendeva atto dell’istituzione e consentiva lo spostamento dello “Scaldatoio” nei locali del secondo chiostro di Santa Maria in Vado. Con il mutamento della politica vaticana, fattasi più aperta alle istanze sociali, fu possibile aprire anche una sezione femminile e mutare il nome di “Scaldatoio” in “Asilo Infantile di Carità Ignazio Cadolini”. Il Comune di Ferrara si sobbarcò le spese di affitto e la cittadinanza partecipò al sostegno dell’iniziativa attraverso l’acquisto di cedole azionarie. L’Asilo accettava a titolo completamente gratuito bambini di entrambi i sessi fino ai cinque anni di età, secondo i principi educativi stabiliti nell’Emilio o dell'educazione di Jean Jacques Rousseau, appartenenti a famiglie la cui povertà fosse certificata, e provvedendo alla loro successiva iscrizione in una scuola elementare prossima alla abitazione di provenienza, per impedire che la lontananza favorisse l’assenza scolastica.  Luisa provvedeva personalmente a compilare le schede relative ai profili scolastici dei singoli bambini, da lei definiti “l’amabile brigata”. Alle famiglie, se potevano, era richiesto solamente un contributo in pane per il figlio oltre all’impegno ad accompagnarlo all’Asilo, a venirlo a riprendere e a non fermarsi lungo la strada “massime per portarlo all’osteria o per questuare”.
Il programma educativo prevedeva l’istruzione civile e religiosa e l’insegnamento della lettura, scrittura e saper contare. Il personale era formato da solo donne: maestre, sotto maestre, inservienti e ispettrici. Fra le maestre attive nell’Asilo, si ricorda in particolare Angela Galli, titolare dell’insegnamento nella sezione maschile fin dallo “Scaldatoio”. Per meglio apprendere i principi educativi delle nuove istituzioni dedicate alla prima infanzia, Angela Galli fu mandata per qualche tempo a Pisa, presso la direttrice dell’Asilo d’Infanzia locale, Lucrezia Bicci, considerata allora un modello di capacità didattiche. La prima maestra della sezione femminile fu Eugenia Setti. Nel 1893, dopo la morte di Luisa, l’Asilo mutò definitivamente il nome in Asilo d’Infanzia Luisa Grillenzoni.

## Lo "Spedalino”
Nel 1850 Luisa e il gruppo delle sue amiche si attivarono per l’istituzione di uno “Spedalino” all’interno dell’Asilo che garantisse la presenza di un medico per le 24 ore. Furono aperte una sala per le bambine e una per i bambini, che, in caso di malattia grave, grazie alla presenza costante di personale medico, potevano restare ricoverati anche durante le ore notturne. Oltre a ricevere le cure richieste l’Asilo forniva pane, pasta, riso, carne, frutta, olio di fegato di merluzzo e vaccinazione contro il vaiolo. Nel primo triennio di esercizio vi furono accolti 85 maschi e 48 femmine, tutti guariti tranne due bambini, deceduti uno per tubercolosi terziaria e un secondo per polmonite.

## Il Presepe di Carità
Nel 1844, in Francia, erano comparsi i primi Presepi di Carità, Asili nido destinati alla primissima infanzia. Nel 1861, nella “Relazione attorno al riordinamento del Pio Luogo Esposti” dovuto a Carlo Grillenzoni si segnalava l’istituzione di un Matronato degli Esposti destinato alle madri lavoratrici e “organizzato secondo i criteri dei Presepi di Carità: allattamento materno, o da parte di una balia e custodia dei lattanti durante le ore di lavoro delle madri”.

## Onorificenze
- 1897, nel cinquantennale della fondazione dell'Asilo, Luisa ottenne la medaglia d'oro da parte del Comune di Ferrara.
- 1947, nel centenario della nascita dello “Scaldatoio”, le fu conferita, alla memoria,  la medaglia d’oro del Comune di Ferrara con l’effigie di Luisa e Carlo Grillenzoni sul recto e sul verso[14].
- 2012 A Luisa Recalchi Grillenzoni, educatrice e benefattrice dell’infanzia, è intitolato il Parco Arcobaleno, situato a Ferrara nel quartiere di via Bologna in fondo a via Carlo Grillenzoni, inaugurato il 18 ottobre 2012[15][16]